# کوت جائی
کوت جائی (به انگلیسی: Kot Jai) یک شهرک در پاکستان است که در ناحیه دیره اسماعیل خان واقع شده‌است.